# Josip Zovko

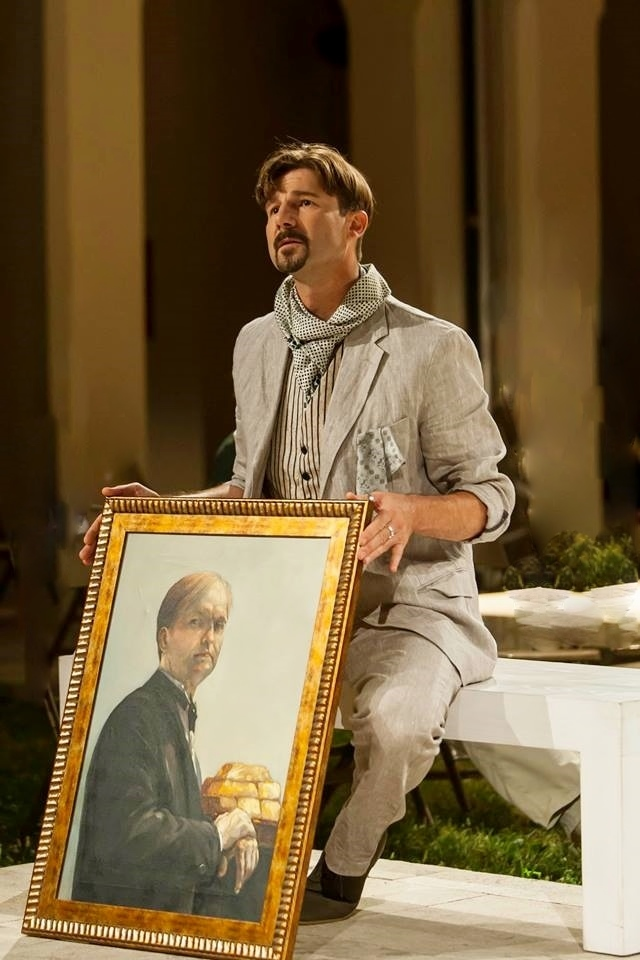
Josip Zovko 2013 in der Rolle als Maler in Shakespeares Timon von Athen am HNK Split

Josip Zovko (* 4. Juni 1970 in Split, Jugoslawien, heute Kroatien; † 3. April 2019 in Grudsko Vrilo, Bosnien und Herzegowina) war ein kroatischer Theater-, Fernseh- und Filmschauspieler.

## Leben und Wirken
Josip Zovko wurde in Split geboren und wuchs in Berinovac, einem Dorf der Gemeinde Lokvičići auf, das zur Imotska Krajina gehört. Er besuchte die Tin-Ujević-Grundschule in Krivodol und wechselte danach auf das Gymnasium in Imotski und machte dort das Abitur. Anschließend absolvierte er ein Studium der Elektrotechnik. Nach einem Casting am Kroatischen Staatstheater in Split (HNK Split) wurde er zum Studium der darstellenden Künste zugelassen. Er beendete sein Studium bei Izet Hajdarhodžić an der Akademie für Darstellende Künste der Universität Zagreb.
Er trat 1993 dem Ensemble des Kroatischen Staatstheaters in Split bei und wirkte als Schauspieler für Film- und Fernsehen. Nach seinen Engagements bei Film und Fernsehen wandte er sich wieder der Theaterarbeit am HNK Split zu. Regie führte er bei der Aufführung des Theaterstücks „Priredba“ (deutsch: Vorstellung) von Ilija Zovko.
Außerdem moderierte er einige Veranstaltungen des kroatischen Rundfunks Hrvatska Radiotelevizija (HRT) und eröffnete im Jahr 2014 das Spliter Festival (Splitsko ljeto) in der Rolle des Bürgermeisters von 1893, „Gajo Bulat“.
Am 3. April 2019 verunglückte Zovko bei einem Verkehrsunfall auf der M6 in dem Ort Grutsko Vrilo bei Grude. Er wurde auf dem Friedhof Sveti Ante in Lokvičići unter großer Anteilnahme der Öffentlichkeit beigesetzt. Zu Ehren des Künstlers fand ein Memorandum am HNK Split statt.

### Theaterrollen
Bereits während seiner Studienzeit wirkte Zovko bei Theateraufführungen wie Helena von Euripides mit. 1993 trat er dem Ensemble des Kroatischen Staatstheaters in Split bei. Er spielte verschiedene Rollen in Werken von William Shakespeare, insbesondere in dessen späteren Tragödien wie Hamlet (1994); er spielte den französischen König in König Lear (1997), „Prinz Escalus“ in Romeo und Julia (2012), den Maler in Timon von Athen (2013) und „Tubal“ In Der Kaufmann von Venedig (2016).
2005 verkörperte er den „Hank“ in Die Nacht des Leguan von Tennessee Williams und 2006 den „Hamlet“ in Rosencrantz and Guildenstern Are Dead von Tom Stoppard. Im Jahr 2011 übernahm er die Rolle des „Howard Wagner“ in Death of a Salesman von Arthur Miller. 
Zovko wurde am HNK Split für mehr als 50 Rollen besetzt und gastierte mit diesem Theater u. a. in Dubrovnik, Sarajewo, Ljubljana, Belgrad und Skopje.

### Film und Fernsehen
Im Film „Da mi je biti morski pas“ (Lass mich ein Haifisch sein) aus dem Jahr 1999, der beim 46. Filmfestival von Pula mehrfach ausgezeichnet wurde, spielte Zovko die Hauptrolle des jungen „Mate“. Die Serie „Naši i vaši“, die von 2000 bis 2002 bei Hrvatska Radiotelevizija (HRT) lief, machte ihn auch über die Ländergrenzen hinaus bekannt.
Im Film „Ante se vraća kući“ (Ante kehrt nach Hause) aus dem Jahr 2001 spielte er die Hauptrolle des „Kole“.   Im Film „Posljedna Volja“ (Der letzte Wille) aus dem Jahr 2001 mit Goran Višnjić als Hauptdarsteller trat er in der Rolle eines Schiffskellners auf. In dem auf dem 21. Internationalen Filmfestivals Warschau ausgezeichneten Film „Oprosit za kung fu“ (Sorry For Kung Fu) aus dem Jahr 2004 verkörperte er die Nebenrolle des Kriegsveteranen „Ćaćo“.
Internationale Bekanntheit erlangte Zovko durch die Filme des Regisseurs Ognjen Sviličić. Alle Serien und Filme, bei denen Zovko mitwirkte, wurden vom kroatischen Fernsehen HRT produziert und ausgestrahlt. Croatia Records veröffentlichte die Filme in der Folge auf DVD. 

## Filmografie (Auswahl)

### Fernsehserien
- 2001–2002: Naši i vaši als „Jozo“[20]
- 2008: Bitange i princeze als „Peraica“

### Filme
- 1997: Mali libar Marka Uvodića Splićanina
- 1999: Da mi je biti morski pas als „Mate“[21]
- 2001: Ante se vraća kući als „Kole“[22]
- 2001: Holding als „Teins Bruder“
- 2001: Posljednja volja (Der letzte Wille) als „Kellner auf einem Schiff“[22]
- 2003: Tamo gdje je dom (Musikvideo) von Miroslav Škoro (Wo die Heimat ist) Hauptdarsteller als „Ritter“[23]
- 2004: Oprosti za kung fu als „Ćaćo“
- 2006: Najveća pogreška Alberta Einsteina als „Unwissender“
- 2006: Trešeta als „prekrasni Um“ (wunderschöner Verstand)
- 2009: Vjerujem u anđele als „Roko“[24]
- 2011: Bella Biondina als „Partizan“[22]

## Aufführungen am Kroatischen Staatstheater in Split (Auswahl)
- 1990: Euripides: Helena
- 1992: Claudio Magris: Stadelmann als Kellner
- 1993: Miroslav Krleža: Saloma als Autant, Dichter, Koch
- 1994: William Shakespeare: Hamlet als zweiter Schauspieler
- 1994: Joseph Kesselring: Arsen und Spitzenhäubchen als „Klein“, Polizist
- 1994: Hugo von Hofmannsthal: Jedermann als Nachbar, armer Mann
- 1995: John Webster: Die Herzogin von Amalfi als „Grisolan“, Gerichtsdiener, Diener, Mörder
- 1996: Carlo Goldoni: Der Abschied vom Karneval als Regisseur
- 1997: William Shakespeare: König Lear als Französischer König
- 1997: Ray Cooney: Außer Kontrolle als Ronnie
- 1999: William Shakespeare: Königsdramen Richard/Heinrich, Schiffskapitän
- 2000: Arsen Dedić: Kuća pored Mora, Balet, als Inspekteur
- 2000: Luigi Pirandello: Sechs Personen suchen einen Autor als Sohn
- 2000: Edmond Rostand: Cyrano de Bergerac als Christian de Neuvillette
- 2001: Tennessee Williams: Die tätowierte Rose als Doktor
- 2002: Bernard-Marie Koltès: Roberto Zucco als Zweiter Wachmann, Inspektor, Polizist
- 2003: Sergi Belbel: Nach dem Regen als Informatischer Programmierer
- 2003: Molière: Don Juan als Gusman, Elvras Bräutigam
- 2004: Ferenc Molnár: Liliom als Polizist und zweiter himmlischer Offizier
- 2005: Tennessee Williams: Die Nacht des Leguan als Hank
- 2006: Tom Stoppard: Rosenkranz und Güldenstern als Hamlet
- 2008: Marin Držić: Skup als Drijemalo
- 2011: Arthur Miller: Tod eines Handlungsreisenden als Howard Wagner
- 2011: Euripides: Hekabe als Talbies, Bote der Hölle
- 2012: William Shakespeare: Romeo und Julia als Escalo
- 2013: Milan Begović: Amerikanska jahta u splitkskoj luci als Lee Prentice
- 2013: William Shakespeare: Timon von Athen als Maler
- 2013: Bertolt Brecht: Mutter Courage und ihre Kinder als Vrbovnik, der zweite Sergeant
- 2014: Molière: Die Schule der Frauen als Notar
- 2014: Ante Tomić: Čudo u poskokovoj dragi als Don Stipe
- 2016: William Shakespeare: Der Kaufmann von Venedig als Tubal
- 2017: Eugène Ionesco: Die Nashörner als Zweiter Bürger, Feuerwehrmann, Erster Mann, Chor

## Auszeichnungen
- Veljko Maričić-Preis beim internationalen Festival  für die Rolle von „Mali“ in der Aufführung von Bijelo Dubravko Mihanović unter der Regie von Ivan Leo Leme, 1998
- Kroatischer Schauspielerpreis für die Rolle des „Mate“ im Fernsehfilm Da mi je biti morski pas (To be a shark), Regie Ognjen Sviličić, 2000.